# Eberhard Nestle
Christoph Eberhard Nestle (ur. 1 maja 1851 w Stuttgarcie, zm. 9 marca 1913 tamże) – niemiecki orientalista, biblista, krytyk i wydawca greckiego tekstu Nowego Testamentu oraz duchowny luterański.

## Źródła
Zachowało się niewiele źródeł do biografii Nestlego, do czego przyczyniły się obie wojny światowe. Ponadto w przeciwieństwie do Tischendorfa, Nestle bardzo oszczędnie pisał na swój temat. Najważniejszymi źródłami do rekonstrukcji jego biografii są m.in. wybór listów oraz esej, opublikowane w 1951 przez jego syna Erwina (z okazji setnej rocznicy urodzin ojca) oraz dwa biograficzne eseje, napisane po śmierci uczonego w 1916.

## Życiorys
Eberhard Nestle urodził się 1 maja 1851 roku w Stuttgarcie jako syn prokuratora trybunału w Stuttgarcie Christiana Gottlieba Nestle (1808–1879) i jego żony Sophie Beate z domu Kleinmann (1820–1855).
W latach 1869–1874 studiował na Uniwersytecie Eberharda Karola w Tybindze. W roku 1870, podczas wojny francusko-pruskiej, zgłosił się do wojskowej służby medycznej. W okolicach Sedanu zachorował na tyfus. Przebyta choroba trwale osłabiła jego organizm.
W 1874 roku obronił doktorat na temat różnic pomiędzy hebrajskim a greckim tekstem Księgi Ezechiela. Po ukończeniu studiów w roku 1874 przez krótki okres pracował jako wikary w Ravensburgu, następnie jako zastępca seminaryjnego bibliotekarza w Tybindze. Później kontynuował studia orientalistyczne w Lipsku i Berlinie, po czym przez dwa lata (1875–1877) służył jako zastępca niemieckiego pastora w Londynie.
Podczas swego pobytu w Londynie Eberhard Nestle uczył się syryjskiej paleografii w British Museum. W rezultacie w roku 1881 opublikował gramatykę syryjską.
Latem 1877 roku został tutorem na Uniwersytecie w Tybindze, gdzie nauczał języków semickich. W 1880 roku przyjął propozycję pracy jako diakon w parafii w Münsingen. Ożenił się z Klarą Kommerell, córką profesora matematyki. Nestle bardzo poważnie traktował swoje obowiązki pastora, ale pomimo tego nie zaniedbał swej kariery naukowej. Żonę Klarę nauczył greckiego, aby mu pomagała przy kolacjonowaniu rękopisów greckich. W 1883 małżonkom urodził się syn Erwin. W roku 1887 Klara Nestle zmarła na raka, a 3 lata później Eberhard ożenił się powtórnie z córką pastora Elisabeth Aichele (1867–1944), z którą miał pięć córek i jednego syna.
W 1898 przeniósł się do małego miasta Maulbronn, gdzie wykładał w tamtejszym seminarium teologicznym. W roku 1912 został dyrektorem seminarium. Wkrótce potem trafił do szpitala w Stuttgarcie, gdzie zmarł 9 marca 1913 roku. Pochowany został na parafialnym cmentarzu w Maulbronn. Jedynym napisem na jego grobie jest słowo „Pax”. Na pogrzeb przybył z Anglii jego wieloletni przyjaciel i orientalista Rendel Harris.
Nestle nigdy nie został zatrudniony na wyższej uczelni na pełny etat. Przez całe swoje życie miał trudności finansowe i niewiele podróżował, a najważniejszym wyjazdem zagranicznym był dwuletni pobyt w Anglii. Jakkolwiek marzył o podróżach (do Ziemi Świętej), nie mógł ich zrealizować ze względu na ograniczenia finansowe oraz kłopoty zdrowotne.

## Religijność Nestlego
Zarówno w Berlinie, jak i w Londynie miał okazję słuchać amerykańskiego ewangelistę Roberta Pearsalla Smitha (jeden z założycieli ruchu uświęceniowego). W Berlinie nie oceniał go zbyt entuzjastycznie, jednak w Anglii był pod tak silnym wrażeniem, że z tego powodu zamierzał przerwać swoje studia orientalistyczne. Jego ojciec prosił go w liście, by tego nie czynił, ponieważ studia orientalistyczne nie mają charakteru antychrystowego (list z 12 czerwca 1875). Ostatecznie Eberhard posłuchał rady ojca. Jego syn Erwin odnotował, że pobożność Eberharda bardziej niż na dogmatach zasadzała się na religii serca. H. Holzinger odnotował, że Nestle dystansował się od kwestii systematyczno-teologicznych. Według Holzingera w życiu Nestlego wszystko było skoncentrowane na Ewangelii.

## Działalność naukowa i publicystyczna
Nestle jest autorem licznych publikacji. Według jego syna, Erwina, w jednym tylko roku 1905 opublikował 225 prac, a pomiędzy 1908 a 1912 rokiem napisał nie mniej niż 743 artykułów. Znaczna część owych publikacji to krótkie noty.
W 1898 roku wydał anonimowo Novum Testamentum Graece. Wydanie Nestlego wyeliminowało skrajności poprzednich wydań. Wydanie Tischendorfa (Editio Octava Critica Maior) nadmiernie faworyzowało Kodeks Synajski, natomiast wydanie Westcotta i Horta (The New Testament in the Original Greek) faworyzowało Kodeks Watykański.
Publikacja Nestlego otrzymała bardzo pozytywną recenzję w „Expository Times”, gdzie chwalono jej wyższość nad Textus receptus. Wydanie Nestlego zostało przyjęte przez Brytyjskie i Zagraniczne Towarzystwo Biblijne, zastępując inne wydania greckiego Nowego Testamentu i stało się nowym textus receptus. Następne wydania nie były już anonimowe. Do roku 1950 Nowy Testament Nestlego sprzedał się w nakładzie ponad pół miliona egzemplarzy.
Jakkolwiek Nestle jest znany przede wszystkim z wydania Nowego Testamentu, przez całe swoje życie interesował się Septuagintą.

## Dzieła
- Psalterium tetraglottum graece, syriace, chaldaice et latine (Tübingen, 1879);
- Syrische grammatik mit litteratur, chrestomathie und glossar (Berlin, 1888);
- Veteris Testamenti graeci codices Vaticanus et Sinaiticus cum texto recepto collati, 1880, 2. Aufl. (1887);
- Marginalien und Materialen (Tübingen, 1893)
- Novi testamenti graeci supplementum (Lipsiae, 1896)
- A Palestinian Syriac Lectionary containing lessons from the Pentateuch, Job, Proverbs, Prophets, Acts, and Epistles (London, 1897);
- Vom Textus Receptus des griechischen neuen Testaments: Ein erweiterter Vortrag (1903)
- Einführung in das griechische Neue Testament, 3. Aufl. (Göttingen: 1909).